# Petro Hrudzewycz

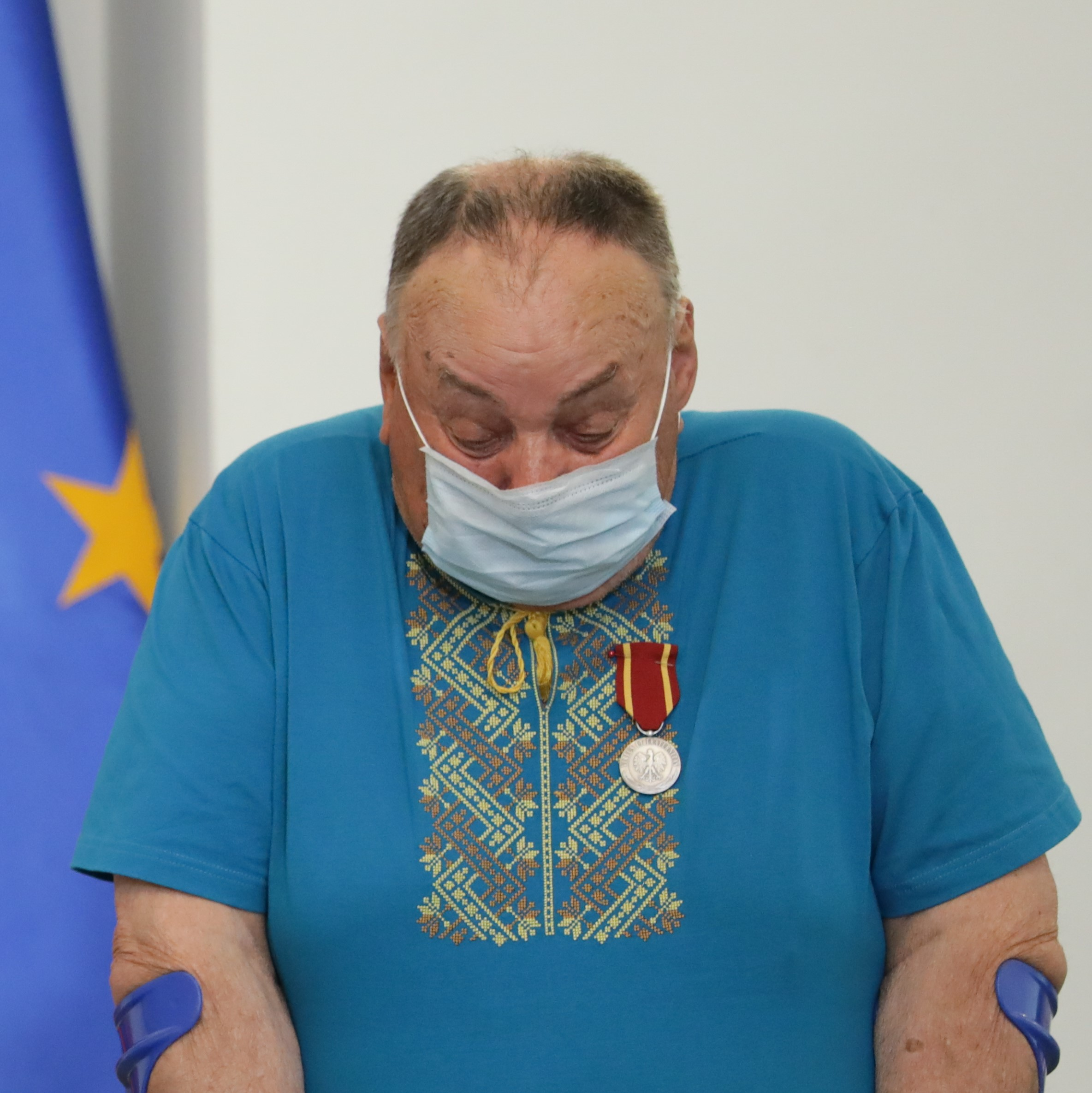
Z odznaczeniem

Petro Hrudzewycz (ukr. Петро Грудзевич, ur. 1939 w Dytiatynie, zm. 22 lipca 2022) – Ukrainiec, kierowca ciężarówki w państwowym gospodarstwie rolnym (kołchozie), który odmówił władzom sowieckim zniszczenia krzyża na mogile polskich żołnierzy poległych w czasie bitwy pod Dytiatynem. W 2021 roku odznaczony Medalem Virtus et Fraternitas.

## Biogram
Urodził się w 1939 roku. Pracował jako kierowca ciężarówki w kołchozie we wsi Dytiatyn (obwód iwanofrankiwski Ukraińskiej SRR, przed II wojną światową w granicach Polski). Nieopodal miejscowości znajdował się cmentarz wojenny, na którym pochowano 97 żołnierzy Wojska Polskiego poległych w bitwie pod Dytiatynem 16 września 1920 roku. Cmentarz został zniszczony w latach powojennych przez władze sowieckie, ale nie udało im się przewrócić masywnego, żelaznego krzyża nagrobnego. Ponowna próba została podjęta dopiero w 1986 roku. Kiedy krzyż został przewrócony przez zwiezionych na miejsce więźniów kryminalnych, Hrudzewycz jako kierowca ciężarówki otrzymał od lokalnych działaczy Komunistycznej Partii Ukrainy polecenie wywiezienia krzyża do lasu albo do rzeki. Odmówił słowami: „Ja polskiego krzyża nigdzie nie wywiozę. Ani do rzeki, ani do lasu”. Poniósł za to karę dyscyplinarną: został przymusowo wyznaczony do dodatkowej pracy polegającej na rozwożeniu stulitrowych baniek mleka, które musiał samodzielnie dźwigać na pakę ciężarówki. Doznał przy tym rozległego urazu kręgosłupa, będącego przyczyną jego trwałego kalectwa.
2 czerwca 2021 roku Petro Hrudzewycz został odznaczony Medalem Virtus et Fraternitas przez prezydenta Andrzeja Dudę w Pałacu Prezydenckim w Warszawie.
Zmarł 22 lipca 2022 roku.